# Tom Emmer
Thomas Earl "Tom" Emmer, född 3 mars 1961 i South Bend i Indiana, är en amerikansk republikansk politiker. Han är ledamot av USA:s representanthus sedan 2015.
Emmer förlorade knappt i guvernörsvalet i Minnesota 2010 mot demokraten Mark Dayton. I mellanårsvalet i USA 2014 blev han invald i representanthuset när Michele Bachmann inte längre ställde upp för omval.